# Умершие в июле 2006 года
Это список известных людей, соответствующих установленным критериям значимости (см. Википедия:Критерии значимости персоналий), умерших в июле 2006 года.
Причина смерти указывается лишь в исключительных случаях (убийство, самоубийство, гибель в результате военных действий, смертная казнь, ДТП или несчастные случаи). В остальных случаях — не указывается.

## Список

### 1 июля
- Бикулов Сергей Васильевич (83) — русский советский поэт, главный редактор журнала «Наш современник» (1969—1989)[1].
- Гайдуков, Владимир Николаевич (83) — участник Великой Отечественной войны. Герой Советского Союза.
- Привезенцев, Владимир Андреевич (81) — советский и российский кинооператор.
- Хасимото, Рютаро (68) — японский политический деятель,53-й Премьер-министра Японии (с 11 января 1996 по 30 июля 1998).

### 3 июля
- Бижко, Владимир Егорович (85) — майор Советской Армии, участник Великой Отечественной войны, Герой Советского Союза.
- Куприянов, Василий Васильевич (94) — анатом, исследователь морфологии нервной системы.

### 4 июля
- Бененсон, Залман Михайлович (84) — доктор технических наук, профессор, военный конструктор.
- Краско, Андрей Иванович (48) — популярный киноактёр; умер в Одессе на съёмках фильма «Ликвидация»; сердечный приступ[2].

### 5 июля
- Дидуров, Алексей Алексеевич (58) — советский и российский журналист, прозаик, критик, драматург, бард, поэт, автор стихов к песне «Когда уйдём со школьного двора…».

### 6 июля
- Дыхан, Михаил Дмитриевич (80) — доктор исторических наук.

### 7 июля
- Васильченко, Георгий Степанович (85) — российский невропатолог.
- Каминская, Дина Исааковна — советский адвокат и правозащитник.
- Сид Барретт (60) — английский музыкант, поэт, композитор, художник, основатель английской группы Pink Floyd.
- Бартос-Хёппнер, Барбара (82) — немецкая писательница.

### 10 июля
- Басаев, Шамиль Салманович (41) — член террористических организаций, активный участник сепаратистского движения в Чечне, один из руководителей самопровозглашённой Чеченской Республики Ичкерия (ЧРИ) в 1995—2006 гг; убит российскими спецслужбами.
- Луговой, Владимир Моисеевич (66) — русский советский поэт.
- Торрес, Бланка (78) — мексиканская актриса.

### 11 июля
- Оджагов, Расим Миркасум оглы (72 — азербайджанский кинорежиссёр и оператор.

### 13 июля
- Абдыкалыков, Мухамеджан (98) — народный комиссар просвещения Казахской ССР в 1938—1941, председатель Исполнительного комитета Алма-Атинского городского Совета 1941—1942
- Коломейцев, Анатолий Филиппович (91) — Герой Советского Союза.

### 14 июля
- Войткевич, Александр (43) — американский шахматист, гроссмейстер.
- Павулс, Эдуард Карлович (77) — советский и латвийский актёр театра и кино.

### 16 июля
- Гольдштейн, Александр Леонидович (48) — русский писатель, эссеист.
- Шейнцис, Олег Аронович (57) — народный художник России, секретарь Союза Театральных Деятелей РФ.[3]

### 17 июля
- Азад Мирзаджанзаде (77) — азербайджанский ученый.
- Микки Спиллейн (88) — американский писатель.
- Муташ Сулейменов (84) — участник Великой Отечественной войны, участник парада Победы 1945. Полный кавалер Ордена Славы.

### 18 июля
- Копанский, Яков Михайлович (76) — молдавский советский историк, доктор исторических наук.
- Кортез, Рауль (73) — популярный бразильский актёр, известный российскому телезрителю по телесериалам «Роковое наследство», «Секрет тропиканки», «Земля любви» и другим; рак желудочно-кишечного тракта.

### 20 июля
- Барсуков, Александр Яковлевич (82) — генерал-майор Советской Армии, участник Великой Отечественной войны, Герой Советского Союза.
- Жерар Ури (87) — французский кинорежиссёр-комедиограф.
- Штаркман, Наум Львович (78) — советский и российский пианист и музыкальный педагог, профессор Московской консерватории.

### 21 июля
- Лапин, Виктор Фёдорович (73 или 74) — автогонщик, спортивный деятель СССР и России.

### 22 июля
- Гварньери, Джанфранческо — бразильский актёр итальянского происхождения.

### 23 июля
- Разбаш, Андрей Леонидович (53) — тележурналист, участвовавший в создании передач «Взгляд», «Тема», «Человек недели», «Час пик», «Поле чудес», «Угадай мелодию», «Серебряный шар» (всего более 50 проектов); сердечный приступ[4].

### 25 июля
- Янка Брыль (88) — классик белорусской литературы.

### 27 июля
- Жекайте, Янина (80) — литовский литературовед.
- Онышко, Анатолий Васильевич — украинский переводчик художественной и научной литературы, философской эссеистики.
- Садовский, Юрий Владимирович (86) — Герой Советского Союза.

### 28 июля
- Бине, Иза (77) — латвийская актриса.
- Геммел, Дэвид (David Gemmell) (57), английский писатель-фантаст (род. 1 августа 1948).
- Маршак, Борис Ильич (73) — археолог, историк искусства, востоковед.

### 29 июля
- Дахно, Владимир Авксентьевич (74) — украинский режиссёр анимации, более всего известный созданием серии мультфильмов «Казаки».

### 30 июля
- Михл Дорфман — раввин, духовный лидер брацлавских хасидов в СССР, глава йешивы в Иерусалиме.

### 31 июля
- Янис Аболтиньш (63) — латвийский экономист и политический деятель.